# Sul ciglio senza far rumore
Sul ciglio senza far rumore è un singolo della cantante italiana Alessandra Amoroso, pubblicato il 16 settembre 2016 come quarto estratto dal quinto album in studio Vivere a colori.

## Video musicale
Il video musicale, diretto da Cosimo Alemà, è stato pubblicato in anteprima il 16 settembre 2016 attraverso il sito Repubblica.it e successivamente sul canale YouTube della cantante. Inoltre, la clip è ambientata tra i ponti e i canali di Venezia.

## Tracce
Testi di Dario Faini, musiche di Roberto Casalino.
1. Sul ciglio senza far rumore – 3:16

## Classifiche
| Classifica (2017) | Posizione massima |
| ----------------- | ----------------- |
| Italia            | 36                |